# خورخي دانيال هرنانديز
خورخي دانيال هرنانديز (بالإسبانية: Jorge Daniel Hernández)‏ هو لاعب كرة قدم مكسيكي، ولد في 10 يونيو 1989 في مدينة سان لويس بوتوسي في المكسيك. شارك مع منتخب المكسيك تحت 20 سنة لكرة القدم ومنتخب المكسيك لكرة القدم. أما مع النوادي، فقد لعب مع نادي باتشوكا ونادي تشياباس.

## وصلات خارجية
- خورخي دانيال هرنانديز على موقع الاتحاد الدولي (مؤرشف)  (الإنجليزية)
- خورخي دانيال هرنانديز على موقع قاعدة بيانات كرة القدم.إي يو (الإنجليزية)
- خورخي دانيال هرنانديز على موقع ناشيونال فوتبول تيمز (الإنجليزية)
- خورخي دانيال هرنانديز على موقع Soccerway.com (الإنجليزية)
- خورخي دانيال هرنانديز على موقع أوليمبيديا (الإنجليزية)
- خورخي دانيال هرنانديز على موقع AS.com (الإسبانية)